# Barner Stück
Koordinaten: 53° 41′ N, 11° 23′ O

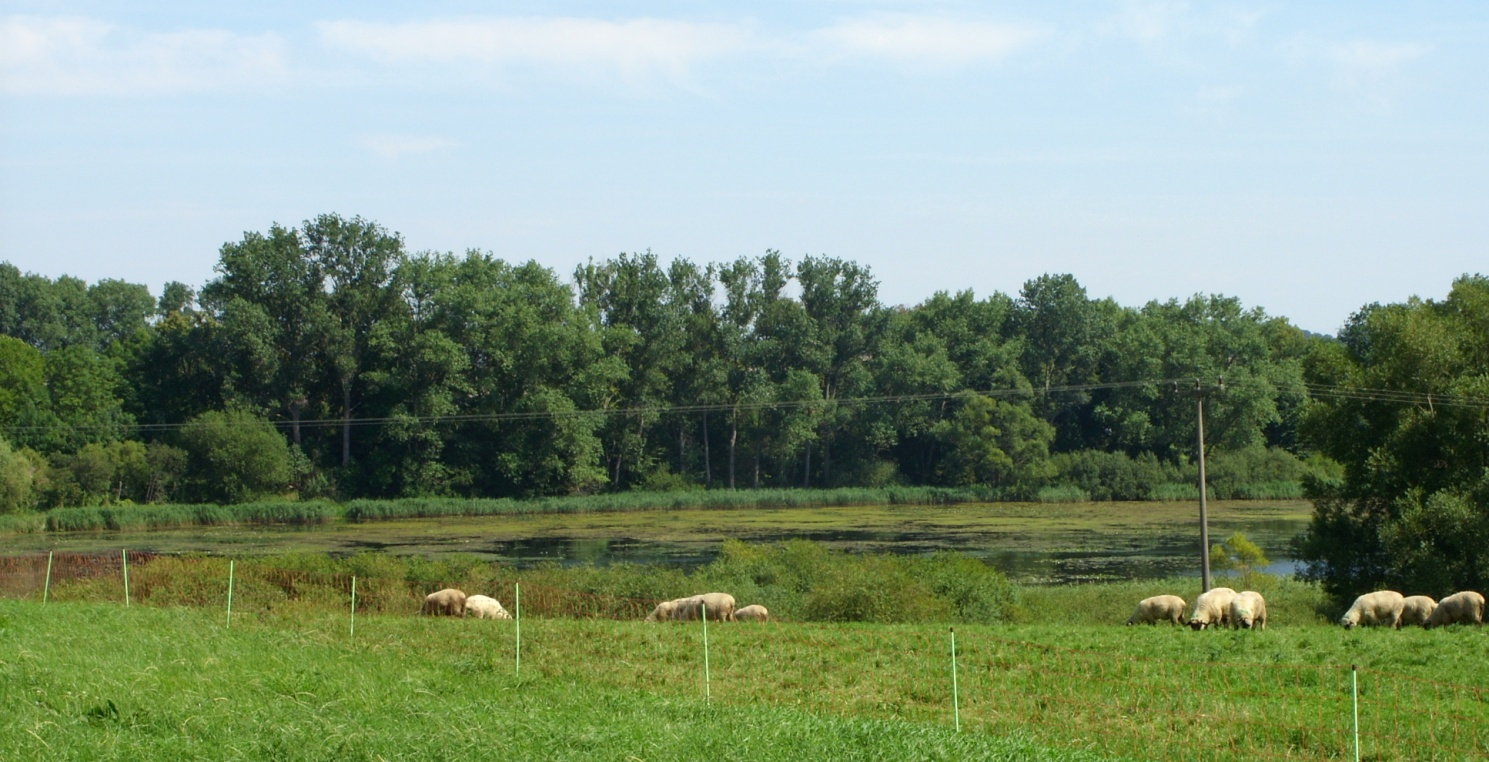
Viehweide am Ufer des Barner Stücker Sees

Barner Stück ist ein Ortsteil der Gemeinde Klein Trebbow im Landkreis Nordwestmecklenburg in Mecklenburg-Vorpommern.

## Geografie
Das Dorf liegt etwa sechs Kilometer nördlich des Schweriner Stadtzentrums am Westufer des vom Aubach durchflossenen Barner Stücker Sees, in den auch der Kleine Aubach mündet. Eine nordwärts aus dem Ort führende und sich gabelnde Straße verbindet Barner Stück mit den gemeindeangehörigen Ortsteilen Kirch Stück und Moorbrink. In westliche und südliche Richtungen existieren Wirtschaftswege.
Die Geländehöhe liegt in der Ortsmitte etwa 50 Meter über dem Meeresspiegel, zum See fällt sie auf 40 Meter ab. Nordwestlich von Barner Stück erhebt sich der bewaldete Bramberg mit 70,8 m ü. NHN aus der sonst landwirtschaftlich geprägten Umgebung. In einer benachbarten abflusslosen Senke befindet sich das Weizenmoor.

## Geschichte
Der Ortsname könnte abgeleitet sein aus der Bezeichnung der alten Feldmark Stuke (slawisch Stok für Zusammenfluss). Namensgebend kann auch die im 15. Jahrhundert ausgestorbene Adelsfamilie Stuke sein. Mitte des 14. Jahrhunderts werden Magna und Parva Stuke (Gross- und Klein-Stück) in Zusammenhang mit den herzoglichen Vasallen Henning Knop, Johann Berchteheile sowie Erich und Werner Bonsack urkundlich erwähnt. Bald darauf gewann die Familie Knop, die auch Klein und Groß Trebbow erwarb, hier und in der Umgebung an Einfluss. 1418 kaufte Heinrich Raben die Güter von Klaus von Oertzen, dem Gemahl von Erbtochter Margaretha von Knop. Der Name des Sitzes in Groß-Stück wandelte sich in Raben-Stück. Seit dem Übergang an den Grafen von Schmettau im Jahr 1720 war Grafen-Stück die Bezeichnung des Ortes. Mit dem Erwerb des Gutes durch Magnus Friedrich von Barner-Bülow (1750–1836) im Jahr 1775 kam der Name Barner-Stück auf. Nächster Grundbesitzer auf Barner Stück wurde der Major a. D. und mecklenburgische Landrat Heinrich von Barner aus dem Haus Bülow, gefolgt von Sohn Friedrich von Barner (1806–1885), Fideikommissherr.
Ulrich von Barner war dann der Gutsherr auf Barner Stück, welches mit den Hauptgütern Trebbow und Bülow zu einem Familienfideikommiss, einer Regelung zur Erbfolge, gehörte. Nachfolger wurde die beiden Söhne. Der jüngste Sohn Feldwebel Magnus-Friedrich von Barner (1901–1941) besaß anteilig die Hälfte. Dazu gehörte auch die Farm Catamba in Angola. Der ältere Sohn Carl-Ulrich von Barner-Trebbow, verheiratet mit Elisabeth Gräfin Schulenburg, geschieden 1946, galt als Vollerbe. Kurz vor der großen Wirtschaftskrise Ende der 1920er Jahre beinhaltete Gut Barner Stück mit Böken, Moorbrink und einem Anteil von Groß Trebbow etwa 1494 ha. Schwerpunkte waren die Rindviehwirtschaft mit 138 Tieren in den Ställen sowie die Schafsviehwirtschaft mit 406 Stück Tieren. Zum Gut gehörten 412 ha Wald.
Bis 1945 blieb die Familie von Barner Besitzer des Gutes in Barner Stück. Hans Metelmann war von 1922 bis 1945 Gutspächter. Das Gutshaus wurde nach dem Zweiten Weltkrieg abgetragen. Nach den Enteignungen der Bodenreform ging Elisabeth von Barner in das Ursulinenkloster Dorsten. Carl-Ulrich von Barner lebte in Holstein und verkaufte die Farm 1954.
Am 1. Juli 1950 wurde Barner Stück in die Gemeinde Kirch Stück eingegliedert.